# Río Erjas
El río Erjas, también denominado Eljas (en portugués: rio Erges; en la fala de Extremadura, riu das Ellas), es un río que en la mayor parte de su recorrido discurre por la frontera hispano-portuguesa. Es un afluente de la margen derecha del río Tajo.

## Geografía

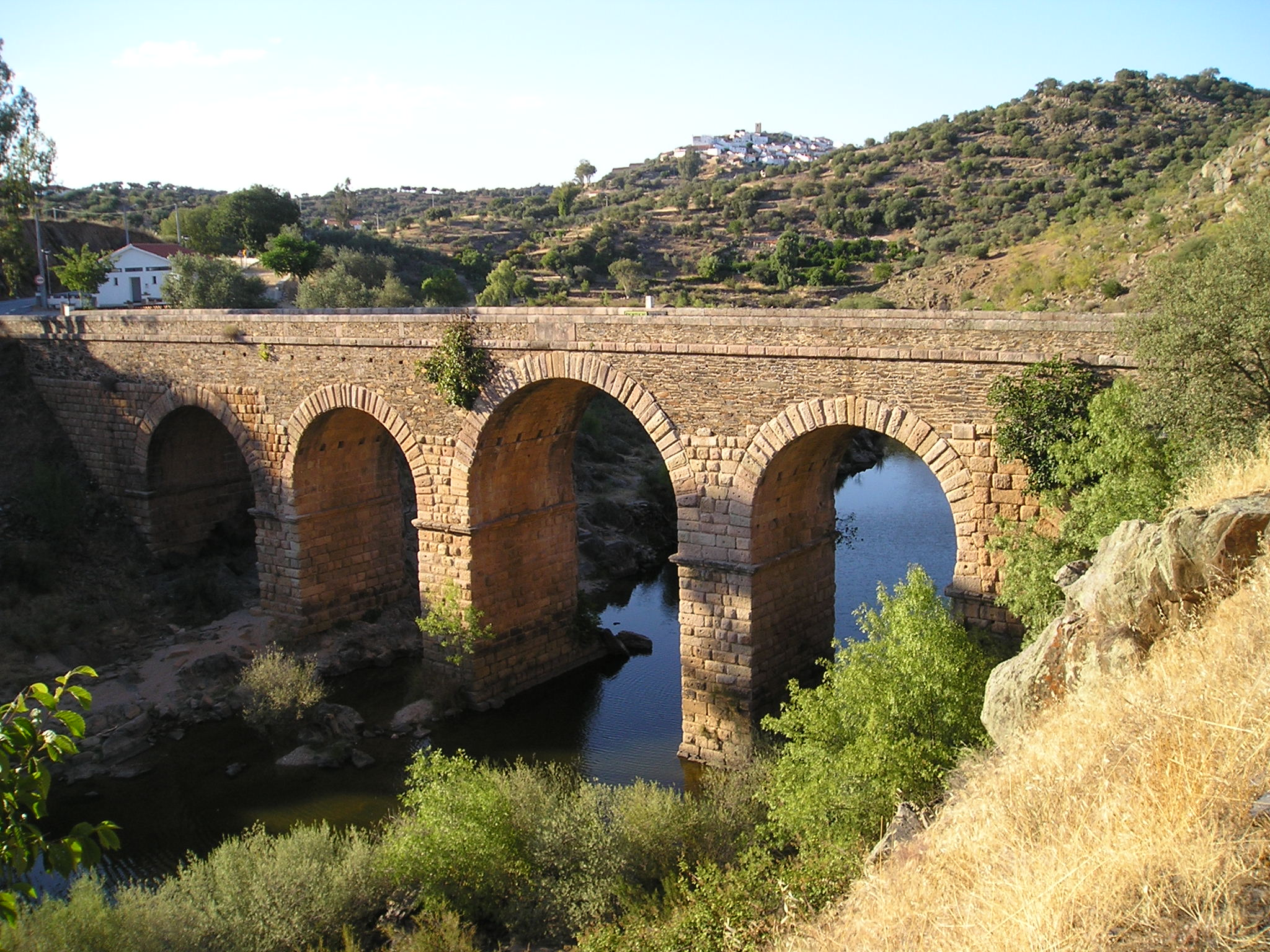
Puente romano de Segura sobre el río Eljas/Erjas en el término municipal de Alcántara, cerca de Piedras Albas y de Segura, en la frontera entre España y Portugal.

Este río nace en España, en la Sierra de Gata, y su curso superior transcurre entre las localidades de Valverde del Fresno y Eljas (Cáceres), donde se habla un dialecto galaico-portugués. A continuación, su curso sirve de frontera entre Portugal y España durante aproximadamente 50 km, pasando por las ruinas del Castillo de Salvaleón (España), por las Termas de Monfortinho, por Salvaterra do Extremo (Portugal), el castillo de Peñafiel (España), por Segura (Portugal), por debajo del puente romano, compartido entre España y Portugal. Por último, desemboca en el Tajo, a unos 12 km aguas abajo de la localidad de Alcántara (Cáceres, España).
Aguas abajo de Salvaterra do Extremo, el curso del Eljas baña el parque natural del Tajo Internacional.

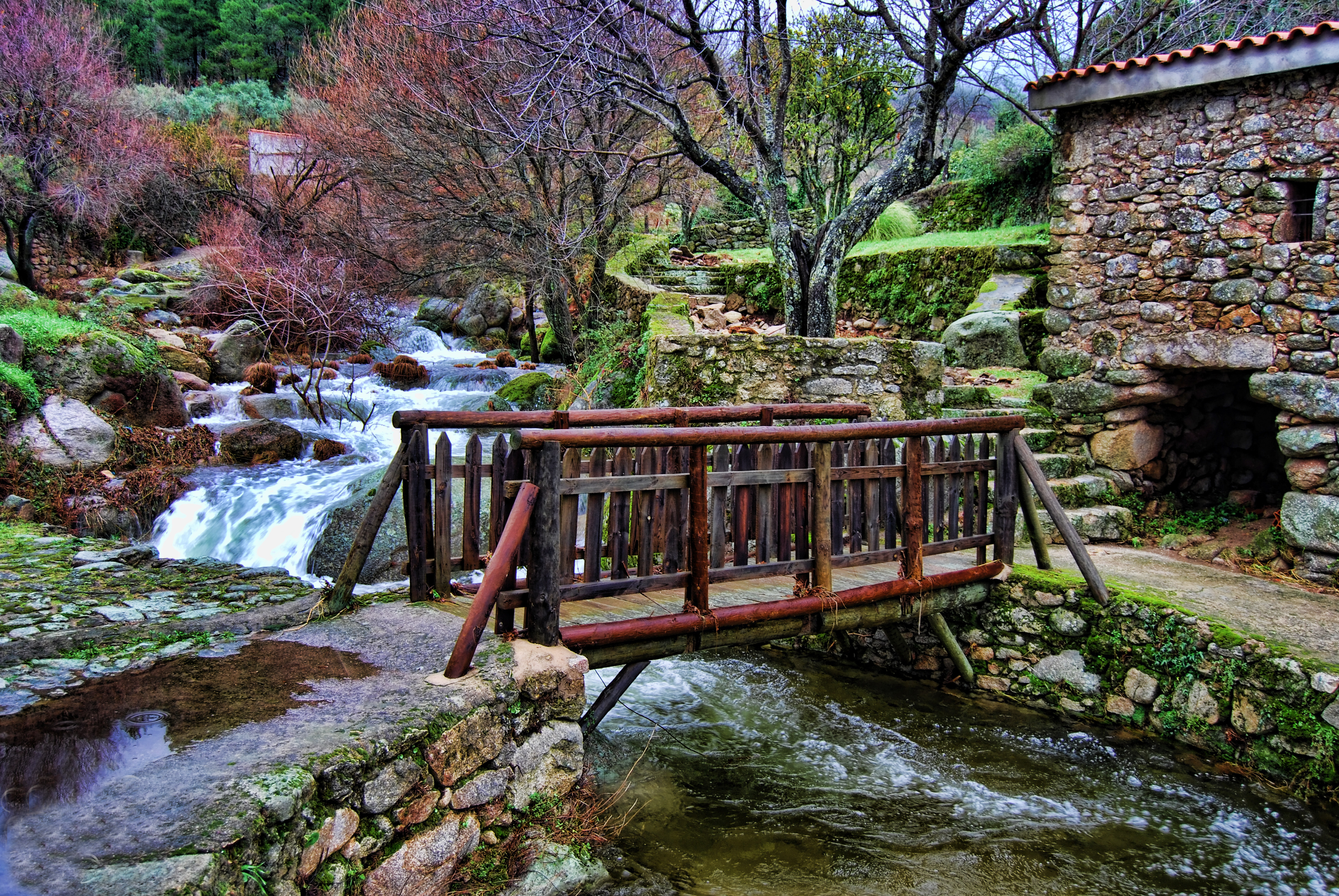
Piscina natural del río Erjas en Eljas, provincia de Cáceres, España.

- Datos: Q15677
- Multimedia: Erjas River / Q15677